# Britta Heidemann
Britta Heidemann (nascuda el 22 de desembre de 1982 a Colònia) és una espadista alemanya. Heidemann va tenir el seu major èxit el 13 d'agost durant els Jocs Olímpics de Beijing 2008, quan va derrotar a Ana Maria Branza (ROU) per guanyar la medalla d'or, pocs minuts després que el seu compatriota Benjamin Kleibrink guanyés la competència masculina de floret individual. Abans d'això, el seu major assoliment havia estat una medalla d'or en el Campionat del Món de 2007 en la competició individual. Als Jocs Olímpics 2004 va guanyar la medalla de plata en la competició d'espasa amb els seus companys d'equip, Claudia Bokel i Imke Duplitzer. Durant els Campionats del Món d'Esgrima 2006 va guanyar la medalla de bronze després de vèncer a Romania en la prova per equips en espasa, juntament amb els seus companys d'equip Imke Duplitzer, Bokel Claudia i Marijana Markovic. Heidemann viu com a estudiant en Colònia.

## Vida personal
Heidemann actualment viu a Colònia.